# Dornier Do 535
O Dornier Do 535 foi um projecto da Dornier para um avião para qualquer condição atmosférica de caça nocturna e reconhecimento aéreo. Baseado no Dornier Do 335, em vez de ter os dois motores a pistão, o motor traseiro seria um motor turbojato HeS 011. Seria equipado com tanques de combustível descartáveis, radar nocturno e poderosos canhões de 20mm, 30 mm e 50 mm.